# Femø
Femø (udtales af de lokale som fem-ø) er en ø i Smålandsfarvandet nord for Lolland. Øen er en del af Lolland Kommune.
- Areal: 11,38 km².
- Indbyggere: 110[3]
- Højeste punkt: Issemosebjerg, 22 meter over havets overflade.

Femø er med sit bakkede morænelandskab den mest kuperede af øerne i Smålandsfarvandet. Øen rummer med sine pilehegn og snoede veje mange naturoplevelser. Flere af øens offentlige stier blev renoveret i 2013 og giver rige muligheder for cykel- og spadsereture. Øen er delt i to af et meget lavtliggende inddæmmet område, Bækkenet, der delvis ligger under havets overflade. Fra øens vestside kan man se Storebæltsbroens pyloner, 53 kilometer væk. Fra nordspidsen kan man se den gamle Storstrømsbro, 30 kilometer borte. Øen har egen læge, købmand på havnen, smed, kro, cafe, bibliotek, museum og kursuscenter.
Femø har tre byer: Nørreby og Sønderby samt havnebyen. De mange gamle huse og et virvar af små stier er et af øens særkender. De to byer er stjerneudskiftede, og de mange levende pilehegn i skellene langs markerne er karakteristisk for Femø. Tidligere var frugtavl sammen med landbrug en vigtig beskæftigelse på øen, men i dag er landbrug det klart vigtigste erhverv. Hovedafgrøderne er korn, raps, majs og sukkerroefrø. Derudover er der lidt vinavl.
Femø er kendt for den årlige kvindelejr, der har været afholdt på øen siden 1971, og for Femø Festival (tidligere kaldt Femø Jazzfestival), der første gang løb af stablen i 1970 og afholdes hvert år i starten af august. Der afholdes årligt Femø Fortællefestival, første gang 19. aug. 2023. Desuden er der et sommerhusområde, kaldet "Udstykningen", på øens østside.
På havnen ligger øens eneste dagligvarebutik, kaldet Havnehøkeren, betjent af frivillige. 
Der er færgeforbindelse til Femø fra Kragenæs på Lolland. Turen tager 55 minutter.
Der har tidligere være landingsbane for små fly, ved siden af Femø Kro. Der er nu ingen landingsbane for små fly på øen. 
Femø Havn er flittigt benyttet af lystsejlere i sommerhalvåret.

## Historie
Fund fra stenalderen og bronzealderen viser, at øen har været beboet siden oldtiden. 
Inden kirken blev opført, var man nødt til at sejle til Fejø for at gå i kirke. I 1500-tallet blev Femø Kirke bygget, og Femø blev et selvstændigt sogn i 1527. Øen led under plyndringer i forbindelse med forskellige krige i 1600-tallet, og efter en Svenskekrig i 1660 måtte Femøboerne have hjælp fra Nykøbing og Stubbekøbing for at undgå massiv hungersnød.
I 1901 havde øen over 708 beboere. I 2019 var dette tal faldet til 119. Øens skole lukkede i 1998.
Efter renovering af havnen (2005-2006) finder sejlerne her toilet- vaske- og køkkenfaciliteter, bl.a. i en nyopført bygning kaldet "Stenbideren". Molerne er blevet fornyet og kan holde mange år fremover.